# Jamón de burro/Rebuznos de amor
Jamón de burro/Rebuznos de amor es un álbum del grupo Los Burros perteneciente a la compañía discográfica Grabaciones Accidentales, editado en el año 1988 y compuesto por 17 canciones.

## Lista de canciones
| N.º | Título                                  | Duración |  |
| 1.  | «Huesos»                                |          |  |
| 2.  | «Jamón de mono»                         |          |  |
| 3.  | «Rosa de los vientos»                   |          |  |
| 4.  | «Te quiero bastante»                    |          |  |
| 5.  | «Tú me sobrevuelas»                     |          |  |
| 6.  | «Vamos a ver»                           |          |  |
| 7.  | «Hoy no cruzo (instrumental)»           |          |  |
| 8.  | «Huesos»                                |          |  |
| 9.  | «No puedo más»                          |          |  |
| 10. | «Hazme sufir»                           |          |  |
| 11. | «Portugal»                              |          |  |
| 12. | «Disneylandia»                          |          |  |
| 13. | «Mi novia se llamaba Ramón»             |          |  |
| 14. | «Conflicto armado»                      |          |  |
| 15. | «El himno de los cazadores de vacas»    |          |  |
| 16. | «El faro del fin del mundo»             |          |  |
| 17. | «Moscas aulladoras, perros silenciosos» |          |  |